# Mogotel
Mogotel – międzynarodowy operator hotelowy z siedzibą w Rydze (Łotwa).
Jest największym operatorem hotelowym w krajach bałtyckich pod względem liczby pokoi i liczby hoteli. Rozwija też bazę hotelową poza krajami bałtyckimi, w Europie. 
Przedsiębiorstwo powstało w 2002, kiedy weszło w posiadanie ryskiego hotelu Forum (później sprzedany). Następnie uruchomiono sześć kolejnych hoteli w Rydze, które zostały wybudowane i sprzedane z zyskiem. Debiut przedsiębiorstwa jako operatora miał miejsce w 2009, kiedy przejęto zarządzanie hotelem Old Riga Palace. W ciągu kolejnych lat Mogotel rozszerzył działalność i w 2024 prowadził 24 hotele na Łotwie, w Estonii, na Ukrainie, w Niemczech, Polsce, na Węgrzech, w Słowenii, na Słowacji i w Bułgarii pod dwiema markami – Wellton i Rixwell.

## Galeria

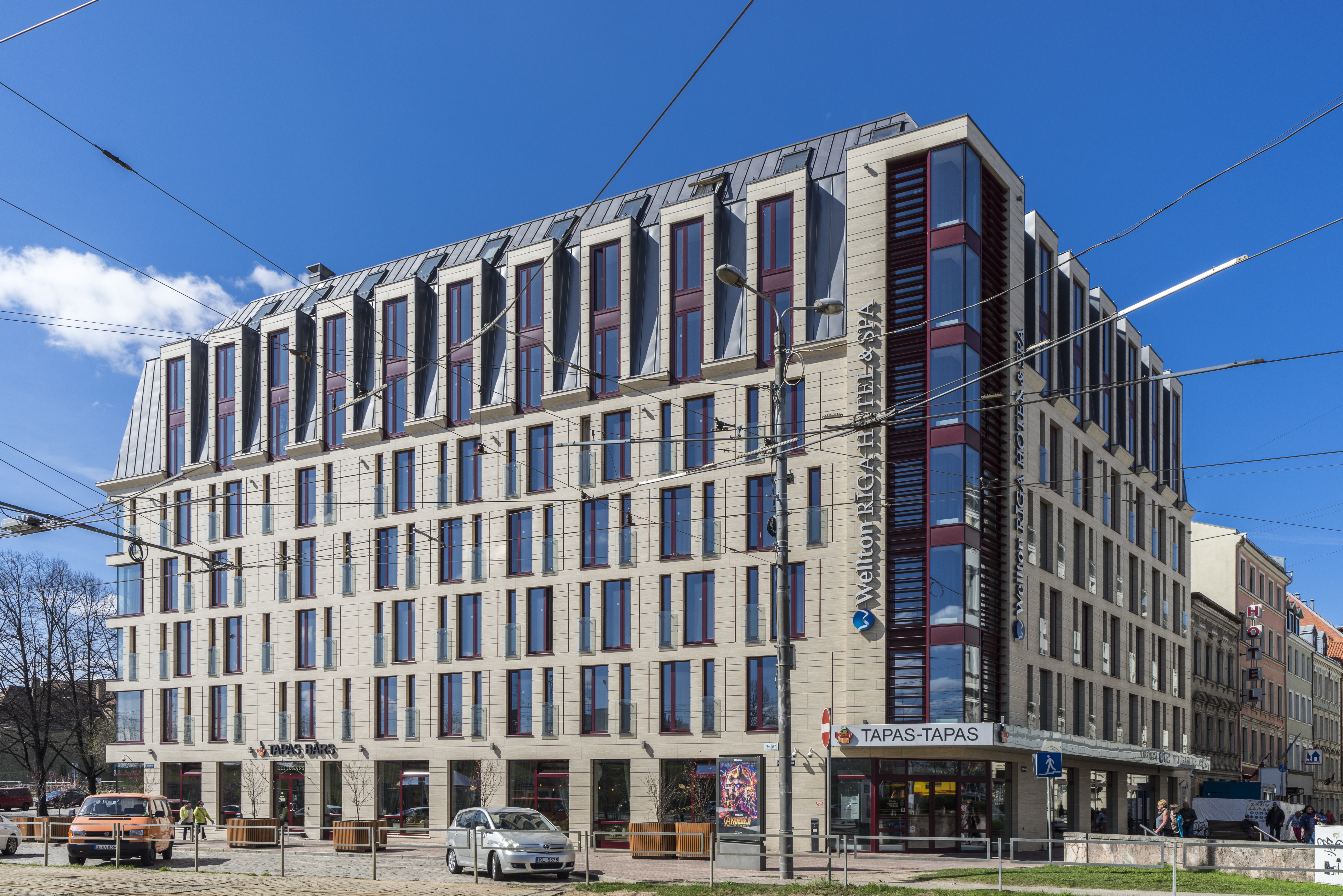
Hotel Wellton w Rydze
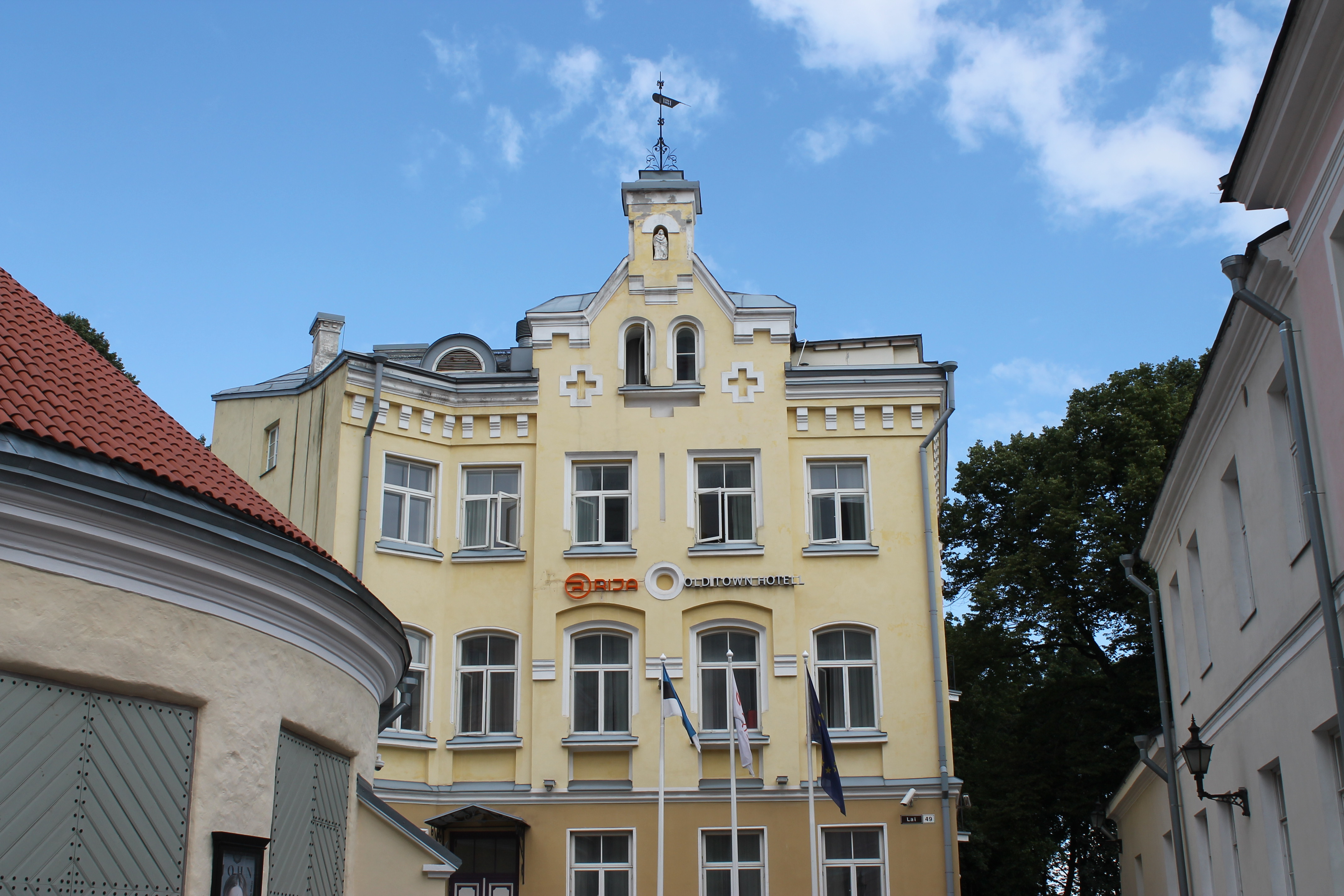
Hotel Rixwell Old Town w Tallinnie